# Thoutmôsis IV
Pour les articles homonymes, voir Thoutmôsis.
Thoutmôsis IV, ou Djéhoutymès IV, fils d'Amenhotep II et de la reine Tiâa, est le huitième pharaon de la XVIIIe dynastie. Manéthon l’appelle Thutmosis et lui attribue un règne de neuf ans et huit mois, ce que semblent confirmer les documents retrouvés, dont la date n'excède pas l'an 9.
On situe son règne aux alentours de -1401/-1400 à -1390 (selon Málek, Arnold, Shaw, Grimal, Krauss, Murnane).

## Généalogie
Il épouse Néfertary et Iaret, toutes les deux grandes épouses royales. Des six fils qu’on lui connaît, l’aîné lui succède sous le nom d'Amenhotep III.
La mère de son successeur, Moutemouia, n’est mentionnée dans aucun document du règne. D’après C. Lalouette, ce serait une princesse mittanienne, fille d’Artatama Ier, laquelle aurait adopté le nom de Moutemouia, « Mout est dans la barque solaire », à son arrivée en Égypte. Amenhotep III sort sa mère de l’anonymat en la faisant représenter notamment dans le temple de Louxor, sur un relief de la « salle de la naissance », où elle est approchée par le dieu Amon pour concevoir l’enfant royal que Khnoum façonnera sur son tour de potier.

## Un roi usurpateur?

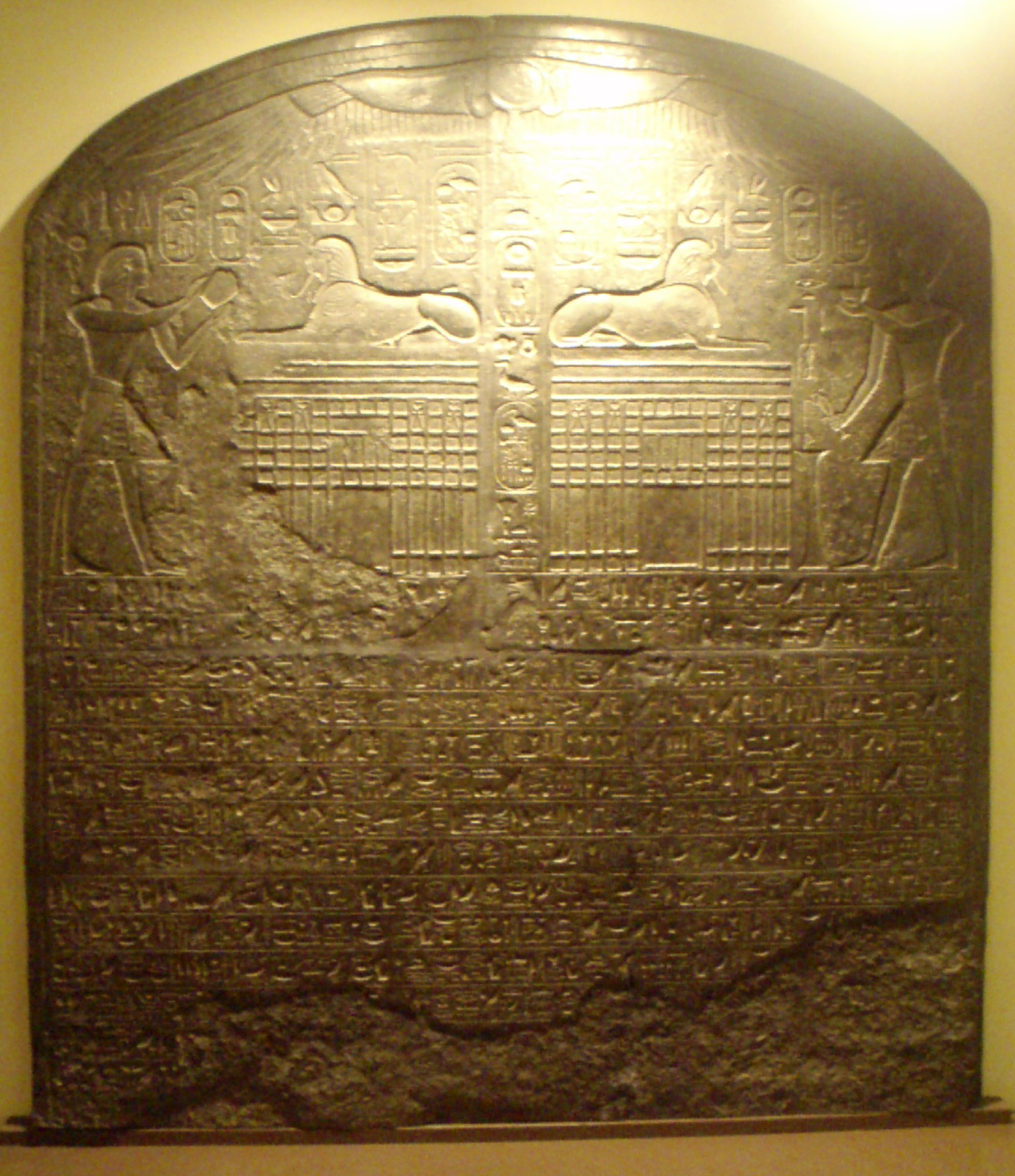
La stèle du songe - Reproduction de la stèle originale restée à Gizeh.

On ignore dans quelles circonstances Thoutmôsis IV monte sur le trône. Il se peut qu’il soit devenu le maître du pays après avoir écarté l’héritier légitime. Cette hypothèse se fonde sur la stèle dite du Songe, que le roi a fait dresser entre les pattes du sphinx de Gizeh. Y est évoqué une vision qu'il aurait eue alors qu’il était adolescent : après une chevauchée dans la région de Memphis, il s'assoupit à l’ombre de la statue du dieu. Pendant son sommeil, Rê-Harmakhis, le sphinx en personne, lui apparaît et lui demande de retirer le sable qui l'ensevelit.
Certains ont vu dans cette prophétie une tentative du roi de légitimer a posteriori un pouvoir qui ne lui revenait pas de droit,. Cependant la promesse du dieu d’Héliopolis ne signifie pas nécessairement que Thoutmôsis ait usurpé le trône. En effet, dans une tombe de la nécropole thébaine (TT64), son précepteur Héqarneheh affirme avoir instruit « le fils aîné du roi ». Il n’y a probablement pas lieu d’y voir une tromperie, bien que la tombe soit contemporaine du règne. Toujours est-il qu'en l’absence d’indices irréfutables, il est impossible d’infirmer ou de confirmer la réalité d'une usurpation du pouvoir, tant la documentation concernant Thoutmôsis IV est pauvre.

## Règne

### Politique étrangère
Pendant ses neuf années de règne, Thoutmôsis IV bénéficie de la paix et de la stabilité que ses prédécesseurs avaient données à l’Égypte. Il n’est pas exclu toutefois qu'il ait mené campagne en Galilée ; en tout cas son mariage avec une fille d’Artatama Ier met fin aux affrontements qui avaient opposé ses prédécesseurs au Mittani. En l’an 8, il entreprend une « campagne de victoire » en Nubie, sans doute une simple expédition punitive dans le « pays de Wȝwȝt ». Comme sous ses prédécesseurs, l’administration des « pays du Sud » est confiée à un « Fils royal de Koush ». Sous son règne, c'est un certain Amenhotep qui remplit cette fonction et porte ce titre prestigieux qui ne cessera d'être employé jusqu'à la fin du Nouvel Empire.

### Constructions

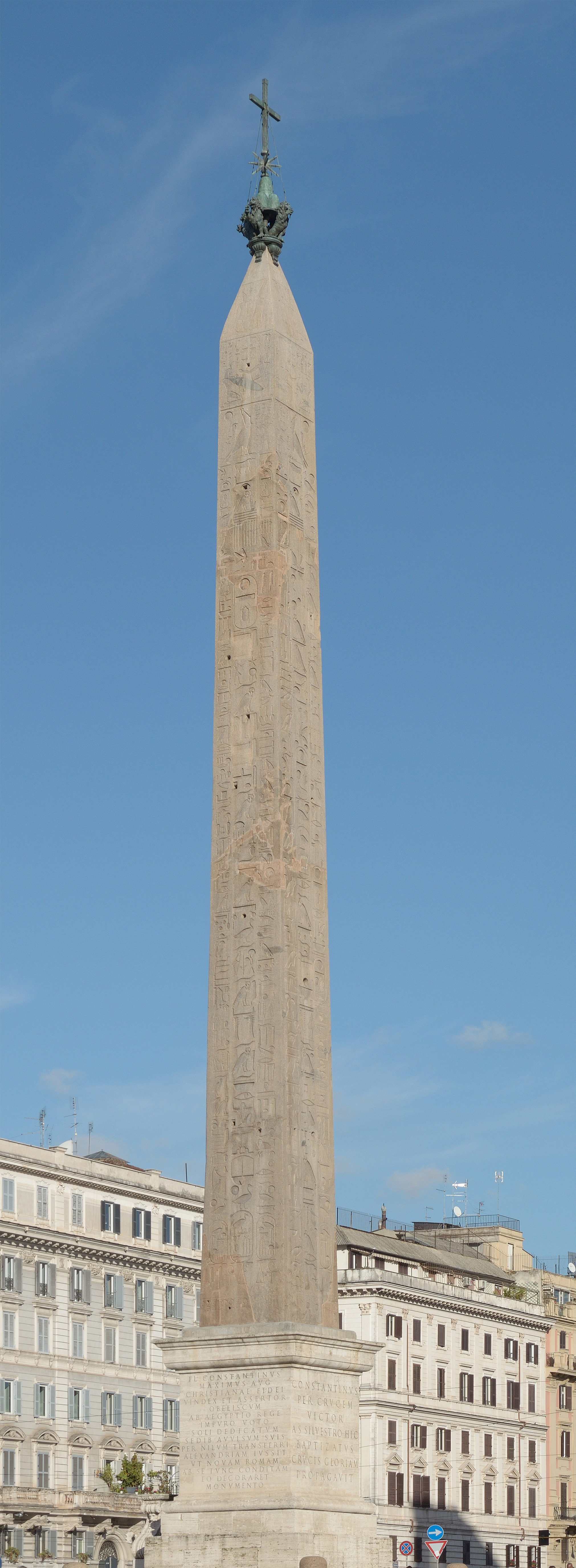
Obélisque de Thoutmôsis III et Thoutmôsis IV aujourd'hui sur la place Saint-Jean-de-Latran à Rome.

De rares sites portent des traces de son activité architecturale. À Amada, il ajoute une salle hypostyle au temple dédié à Amon-Rê et à Rê-Horakhty, dont Thoutmôsis III avait lancé la construction. Il est également actif à Abydos, et il fonde un petit sanctuaire à El Kab, que son fils Amenhotep III achèvera. À Memphis, il fait ériger une porte monumentale ou un pylône. Cet édifice est perdu, mais un certain nombre de stèles de particuliers ont conservé le souvenir de ce monument qui devait se trouver, selon l'endroit où elles ont été découvertes, à l'ouest de l'enceinte du temple de Ptah. Les reliefs qui l'ornaient représentent le roi devant le dieu Ptah dans son naos. Coiffé de la couronne Hemhem, il est figuré dans l'attitude du massacre rituel des ennemis de l'Égypte. On a aussi retrouvé des traces de son activité à Gizeh, notamment au pied du sphinx, ainsi que dans le petit temple que son père avait fait édifier à proximité.
Mais c'est surtout à Thèbes que l'on retrouve sa marque. Dans le temple de Karnak, il termine l'obélisque inachevé de Thoutmôsis III, qui se dresse aujourd’hui sur la place Saint-Jean-de-Latran à Rome, ajoutant des inscriptions aux côtés de celles de son grand-père et le plaçant à l'est du temple d'Amon-Rê.
Devant le quatrième pylône du grand temple de Karnak, il fait ériger une cour à portiques qui autrefois occupait toute la façade occidentale du grand temple. De chaque côté, elle englobait deux chapelles en albâtre destinées à recevoir les barques sacrées lors des grandes fêtes annuelles de la capitale. La cour et les chapelles seront démantelées par son fils et héritier Amenhotep III, et ses matériaux réutilisés pour le remplissage du IIIe pylône. Les archéologues, en fouillant ce dernier pour le consolider, ont retrouvé l'essentiel de l'édifice de Thoutmôsis IV et l'ont patiemment reconstitué, tel un gigantesque puzzle. Comme les reliefs qui l'ornaient étaient protégés dans la masse du pylône d'Amenhotep III, ils sont en relativement bon état et ont conservé leur polychromie. Ils sont un très bel exemple de l'art de la XVIIIe dynastie. L'une des deux chapelles est également restaurée et présente des reliefs d'une grande finesse, presque translucides à la lumière du soleil. L'ensemble est visible désormais dans le Musée en plein air de Karnak.

## Sépulture
Thoutmôsis IV fait édifier son temple funéraire au sud-ouest de celui de son père, séparé de son hypogée de la vallée des Rois (KV43). Sa momie a été découverte en 1898 dans la tombe d'Amenhotep II (KV35).

## Galerie

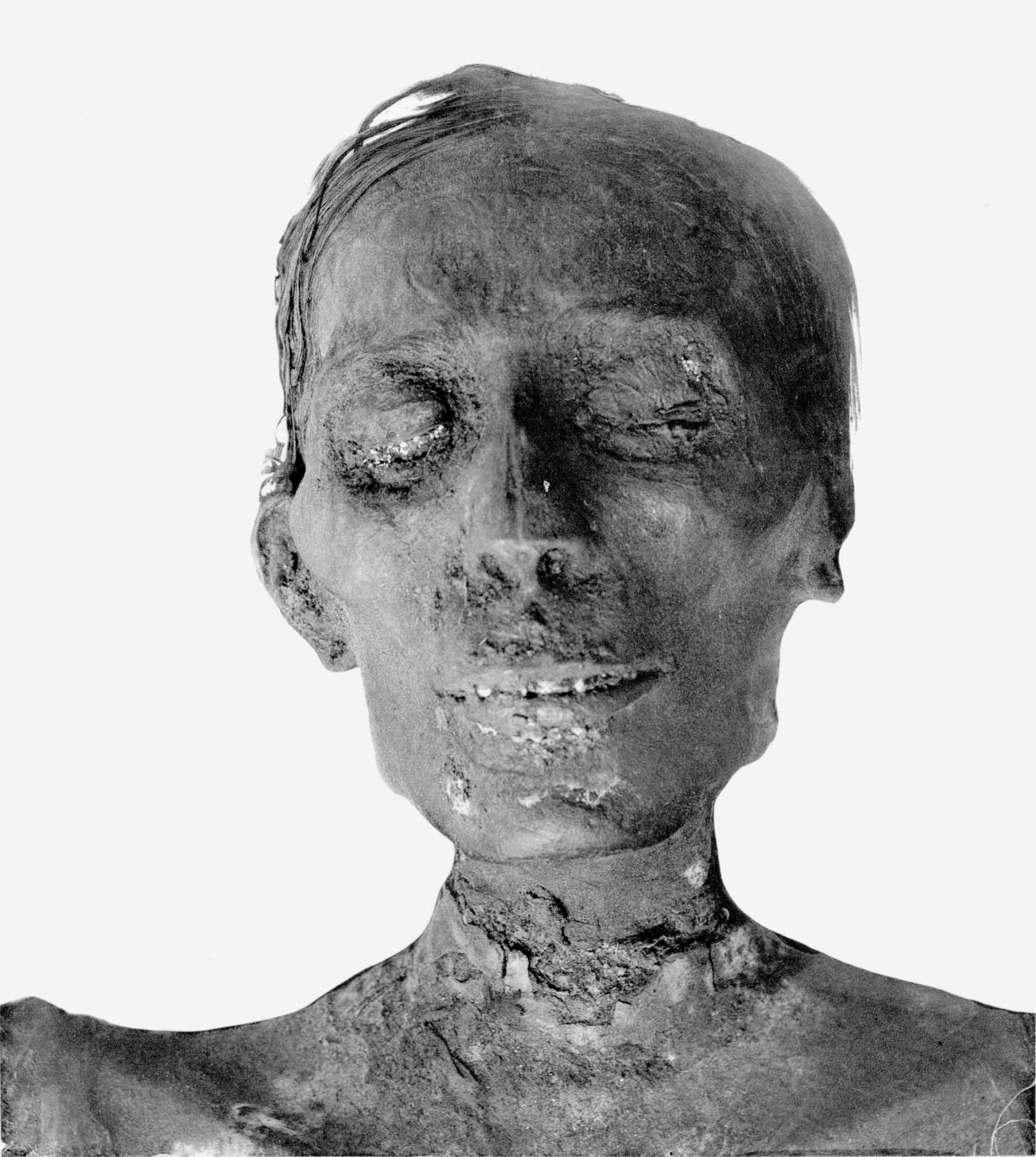
Momie de Thoutmôsis IV.
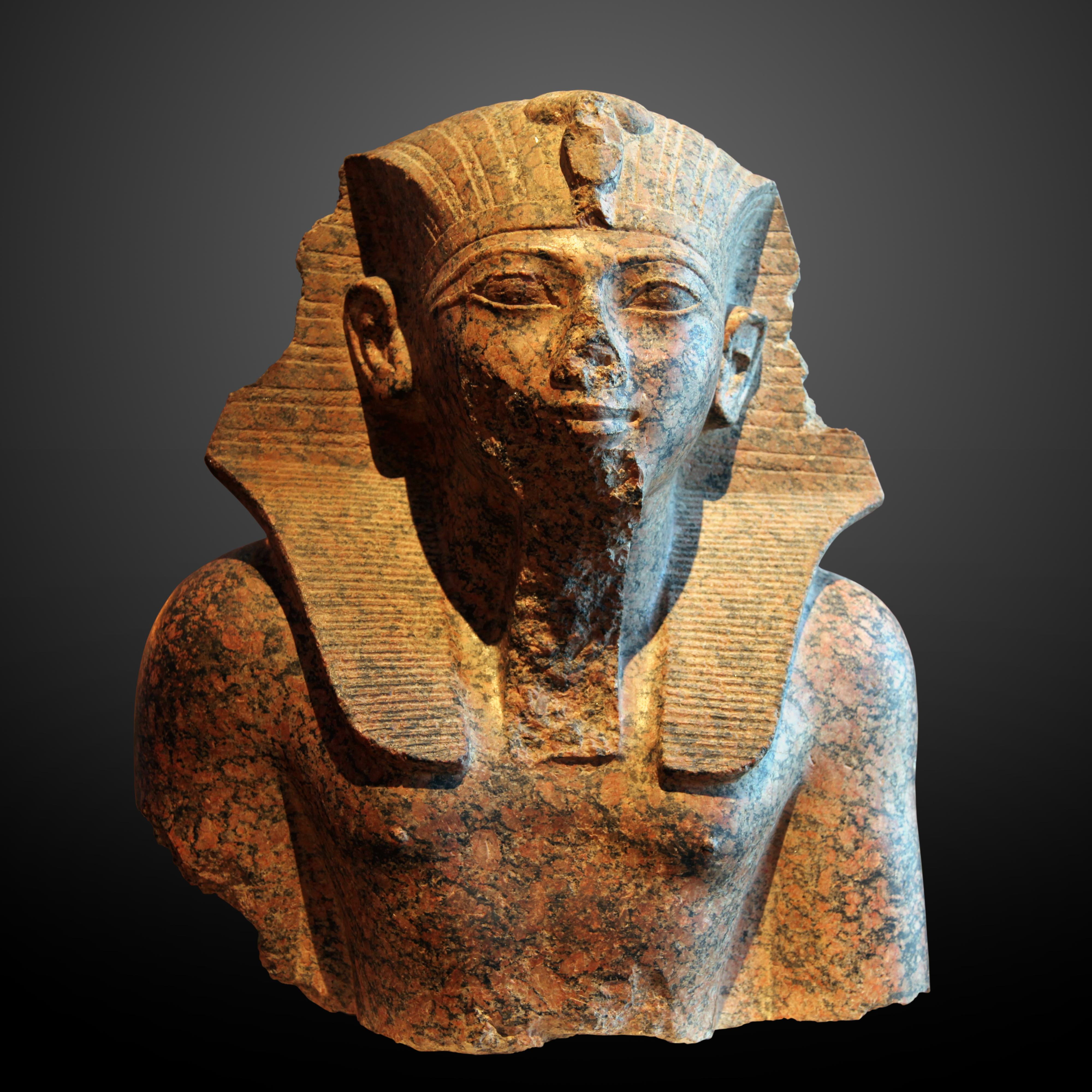
Buste au Musée du Louvre.
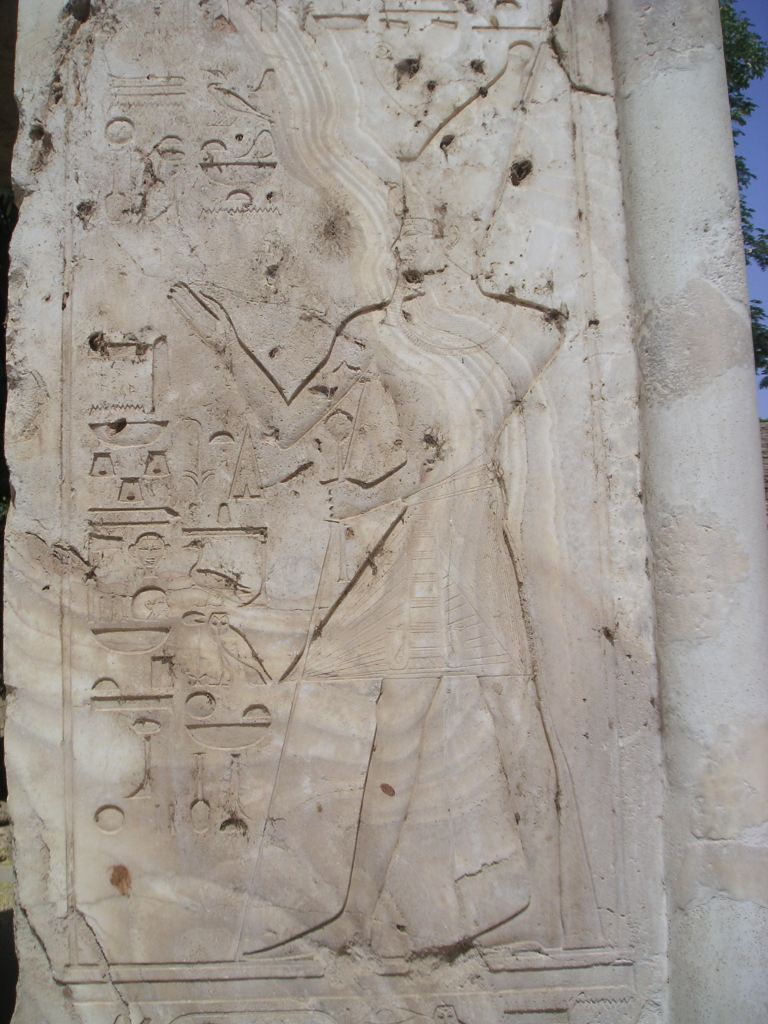
Thoutmôsis IV représenté à l'entrée d'une chapelle de Karnak.
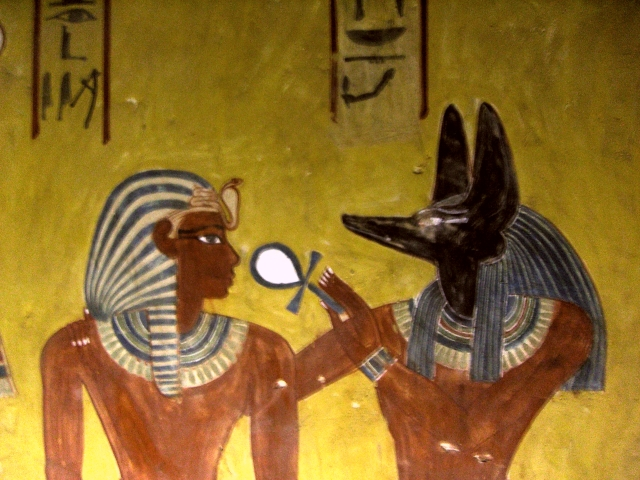
Anubis donnant le souffle de vieà Thoutmôsis IV - KV43 Vallée des Rois.